# المعهد الشمالي للمساواة بين الجنسين
المعهد الشمالي للمساواة بين الجنسين (Nordic Gender Institute) (NIKK) (Norwegian: Nordisk institutt for kunnskap om kjønn), وقد كان يعتبر المعهد الشمالي لدراسات حقوق المرأة والمساواة بين الجنسين مركزًا انتقاليا يهتم بالمصادر والمعلومات الخاصة بالبحوث الجنسية والمساواة بين الجنسين في دول الشمال. وقد تم إنشاؤه عام 1995 بواسطة مجلس وزراء الدول الشمالية ليغلق أبوابة في عام 2011.
ويهدف المعهد لبناء حلقة وصل بين البحوث الجنسية الخاصة بدول الشمال وحقوق المساواة.  تعاون المعهد بشكل وثيق مع وزراء بلدان الشمال الأوروبي للتعاون في مجال المساواة بين الجنسين واللجنة التنفيذية لبلدان الشمال الأوروبي المعنية بالمساواة بين الجنسين
وادعى أنه ساهم في تنفيذ برنامج تعاون بلدان الشمال الأوروبي بشأن المساواة بين الجنسين: «التركيز على المساواة بين الجنسين: العمل من أجل مجتمع متساوي» .(2010-2006)
وبدأ مشاريع تهدف إلى تحقيق المساواة بين الجنسين، وتنسيق وتنفيذ التحقيقات والدراسات الاستقصائية والتقارير والآراء.
يقع المعهد في جامعة أوسلو في النرويج، وقد وظف المعهد منسقي البحوث والباحثين ومستشاري المعلومات والموظفين الإداريين - في عام 2010، وكان فريق العمل مكون من ستة موظفين من أربع بلدان الشمال الأوروبي.

## إعادة التنظيم
في عام 2011 قرر مجلس وزراء الشمال إعادة تنظيمه من معهد الشمال إلى برنامج تعاون الشمال.
وفي عام 2012 تم الإعلان عن جولة العطاءات. يهدف برنامج التعاون إلى زيادة تطوير وظيفة المعلومات وإدارة خطة تمويل الشمال للمساواة بين الجنسين والعمل وذلك كأمانة للمشروع.
وقد فازت جامعة غوتنبرغ والأمانة السويدية لأبحاث النوع الاجتماعي بالمناقصة.
"NIKK"Nordic Information on Gender شركة تأسست في أواخر عام 2012 وتنتهي مهمة البرنامج في نهاية عام 2015.
وبما أن الاسم المختصر NIKK قد أنشئ في منطقة الشمال الأوروبي وما وراءه، ويرتبط بالمعلومات والبحث والمعرفة المتعلقة بالمساواة بين الجنسين والمساواة بين الجنسين فإنه يستمر برنامج تعاون الشمال في استخدام NIKK.

## تأثير هيرنيفسك
تكهنت كريستي نيبن حول قرار إعادة هيكلة NIKK، وعلاقته بالمناقشات العامة التي تلت المسلسل التلفزيوني الوثائقي المكون من سبعة أجزاء هيرنيفسك (غسيل الدماغ )للفنان الكوميدي والوثائقي هارالد إيا الذي تم بثه في ربيع 2010 على خدمة البث النرويجية NRK.
ومع ذلك نفى مجلس البحوث النرويجي أن البرنامج كان له أي تأثير على قراره بعدم تجديد برنامج البحث النرويجي حول النوع الاجتماعي في عام 2011.
ومع ذلك تتكهن باحثة النوع الاجتماعي ماريت اوري بأن المناقشات حول البحوث المتعلقة بنوع الجنس في أعقاب البرنامج ربما أثرت على القرار بشكل غير مباشر من خلال تقديم البحوث المتعلقة بنوع الجنس في النرويج كمجال أكثر رسوًخا مما كان عليه الحال بالفعل. أوضح أندرس هانيبورغ المشارك في لجنة مجلس البحوث النرويجي التي قيمت طلب تجديد برنامج البحوث المتعلق بنوع الجنس النرويجي أن البرنامج لم يتم تجديده من أجل تحقيق اللامركزية وتعزيز البحوث الجنسانية في النرويج، كما نفى مباشرة أن البرنامج التلفزيوني هيرنيفسك كان أي جزء من مناقشاتهم حول هذه القضية.
حصل البرنامج البحثي النرويجي حول النوع الاجتماعي على تمويل في عام 2008 لمدة أربع سنوات، والتي انتهت في عام 2011.
البرنامج البحثي النرويجي بتمويل من مجلس البحوث النرويجي لم يكن له علاقة بـ NIKK الذي تم تمويله من قبل مجلس وزراء الشمال أجاب البرلمان النرويجي ردا على سؤال مباشر من تورد لين من حزب التقدم اليميني على هذه البرامج التلفزيونية أن جوهر انتقاده يتعلق بالإهمال العلمي للعنصر البيولوجي .
وقد رفض وزير البحث والتعليم العالي تورا آسلاند من الحزب اليساري الاشتراكي هذه الانتقادات، مضيًفا أن البحوث المتعلقة بنوع الجنس متعددة التخصصات في النرويج تم تقييمها بشكل إيجابي، ليس من خلال البرامج التلفزيونية ولكن من خلال التقييمات العلمية الخارجية للبحوث النرويجية في هذا المجال.
تشير الشبكة النرويجية للدراسات المتعلقة بنوع الجنس إلى وجود علاقة بين هيرنيفسك وزيادة النقاش حول الدراسات المتعلقة بنوع الجنس في تقريرها السنوي 2010.

## المشاريع
بدأ معهد الشمال للمساواة بين الجنسين تنسيق وتنفيذ مشاريع تركز على قضايا المساواة بين الجنسين المركزية مثل البحث والتطوير والبيانات والدراسات الاستقصائية والتقارير. أحدث المشاريع هي:
```
النوع الاجتماعي والسلطة في بلدان الشمال (2009-2008) الأوروبي.
```

```
المواطنة بين الجنسين في أوروبا متعددة الثقافات: تأثير حركات المرأة المعاصرة (2011-2007) (FEMCIT).
```

```
الدعارة
 في بلدان الشمال الأوروبي (7 200- 8 200).
```

```
سياسات التمييز متعدد الأبعاد في بلدان الشمال الأوروبي (2007).
```

```
المساواة بين الجنسين ونوعية الحياة. وجهة نظر نرويجية (2007).
```

```
الشباب ونوع الجنس والمواد الإباحية في بلدان الشمال الأوروبي (2004-2006).
```

ُقدمت في تشرين الأول / أكتوبر 2008  دراسة كبيرة للمبادرة بين الجنسين في بلدان الشمال الأوروبي بشأن تقديم ممارسات جنسية بمقابل مادي لوزراء بلدان الشمال الأوروبي للمساواة بين الجنسين.

## المجلة
كتبت مجلة NIKK عن موضوعات ووجهات نظر جديدة وحديثة حول البحوث المتعلقة بنوع الجنس وسياسة المساواة بين الجنسين في بلدان الشمال الأوروبي .
وقد تم نشره ثلاث مرات في السنة: إصداران باللغات الإسكندنافية - إصدار واحد باللغة الإنجليزية.